# Quiscalus lugubris
El zanate caribeño (Quiscalus lugubris), también denominado tordo negro o tordo llanero, es una especie de ave paseriforme de la familia Icteridae que vive en el norte de Sudamérica y las Antillas Menores.

## Descripción

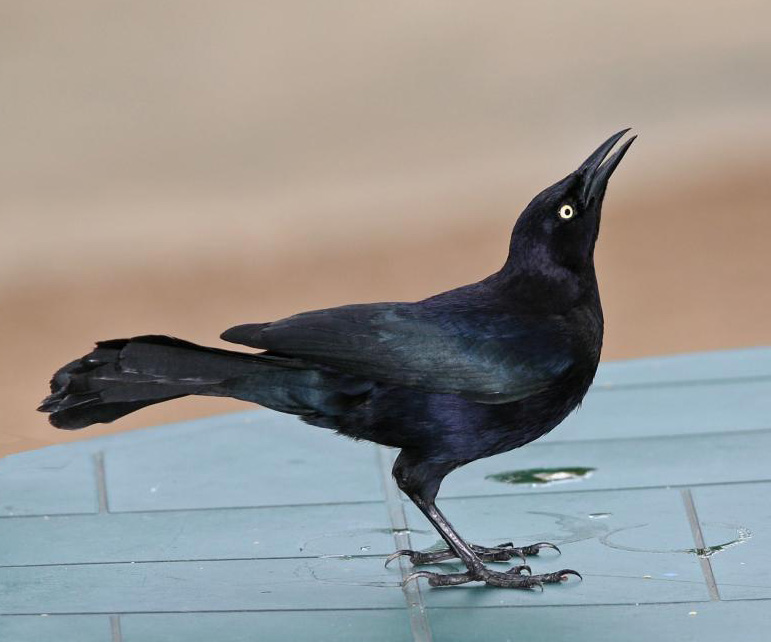
Macho de zanate caribeño.

Los machos adultos de zanate caribeño miden unos 27 cm de largo y tienen una cola larga en forma de cuña, aunque no tan larga como la de otros zanates. El plumaje del macho es totalmente negro con irisaciones violetas, tiene los ojos amarillos y un pico oscuro y fuerte. Las hembras adultas miden unos 23 cm, tienen la cola más corta y el plumaje pardo grisáceo, más oscuro en las partes superiores que en las inferiores. Los machos juveniles tienen la cola más corta que los adultos y tienen parte del plumaje parduzco, en cambio las hembras jóvenes son muy parecidas a las adultas.

## Distribución

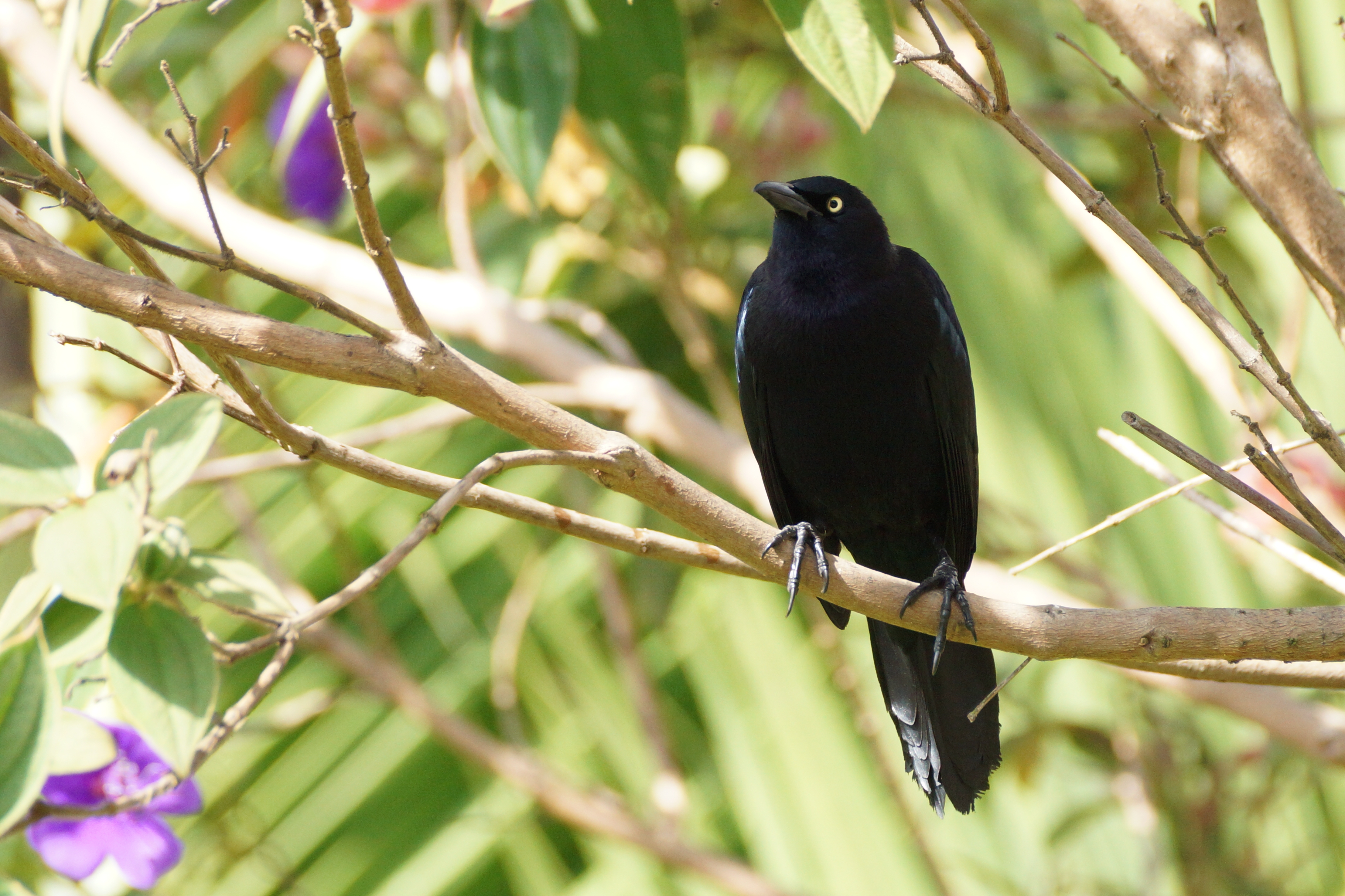
Macho de Quiscalus lugubris a 2570, en Arcabuco, Colombia. Lo que evidencia una expansión reciente de la especie

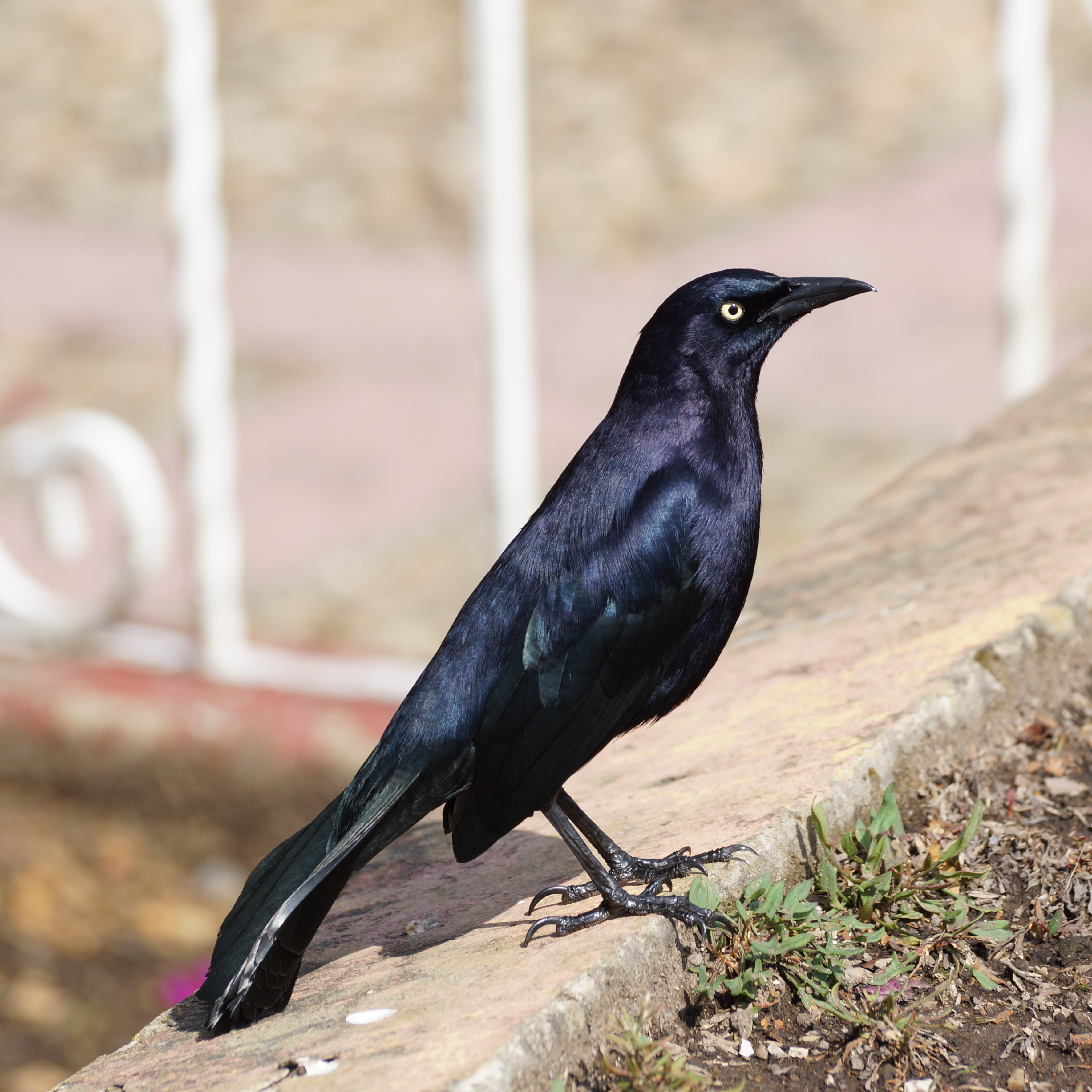
Macho de Quiscalus lugubris, puede verse en su plumaje el efecto de la Iridiscencia.

Se encuentra en Anguilla, Antigua y Barbuda, Aruba, Barbados, Brasil, Colombia, Perú, Ecuador, Dominica, la Guyana francesa, Granada, Guadalupe, Guyana, Martinica, Montserrat, las Antillas Neerlandesas,Panamá, San Cristóbal y Nieves, Santa Lucía, San Vicente y las Granadinas, Surinam, Trinidad y Tobago y Venezuela.

## Taxonomía
La especie fue descrita científicamente por el naturalista inglés William Swainson en 1838. Se reconocen ocho subespecies:
- Q. l. lugubris (Swainson, 1838) - Aparece en la zona continental y Trinidad. Fue introducida en Tobago en 1905;
- Q. l. contrusus (J. L. Peters, 1925);
- Q. l. fortirostris (Lawrence, 1868);
- Q. l. guadeloupensis (Lawrence, 1879);
- Q. l. inflexirostris (Swainson, 1838);
- Q. l. insularis (Richmond, 1896);
- Q. l. luminosus (Lawrence, 1878);
- Q. l. orquillensis (Cory, 1909).

## Comportamiento
Sus hábitats reproductores son los espacios abiertos incluyendo las zonas de cultivo y las habitadas por los humanos. Cría en colonias construyendo nidos en forma de cuenco bastante profundos que construyen en los árboles. Suelen poner de dos a cuatro huevos blanquecinos que incuban durante 12 días. Los pollos tardan en dejar el nido otros 12 días. Las puestas de esta especie a veces son parasitadas por el tordo renegrido, aunque con bastante frecuencia reconoce los huevos de esta especie y los rechaza.
El zanate caribeño es muy gregario, se suele alimentar en el suelo de insectos, otros invertebrados o desperdicios. Puede resultar muy atrevido y audaz, y llega a entrar en las casas y restaurantes en busca de comida. Suele atacar en grupos a sus posibles depredadores, como a los perros, mapaches o humanos. Por la noche descansa también en grupo.
En el canto del zanate caribeño se mezclan notas chillonas con otras más musicales, y son típicos en él un tickita-tickita-tickita-ting parecido a una campana y un chi-chi-chi-chi, que suelen emitir mientras ahuecan sus plumas. Los cantos del zanate caribeño varían de una isla a otra.

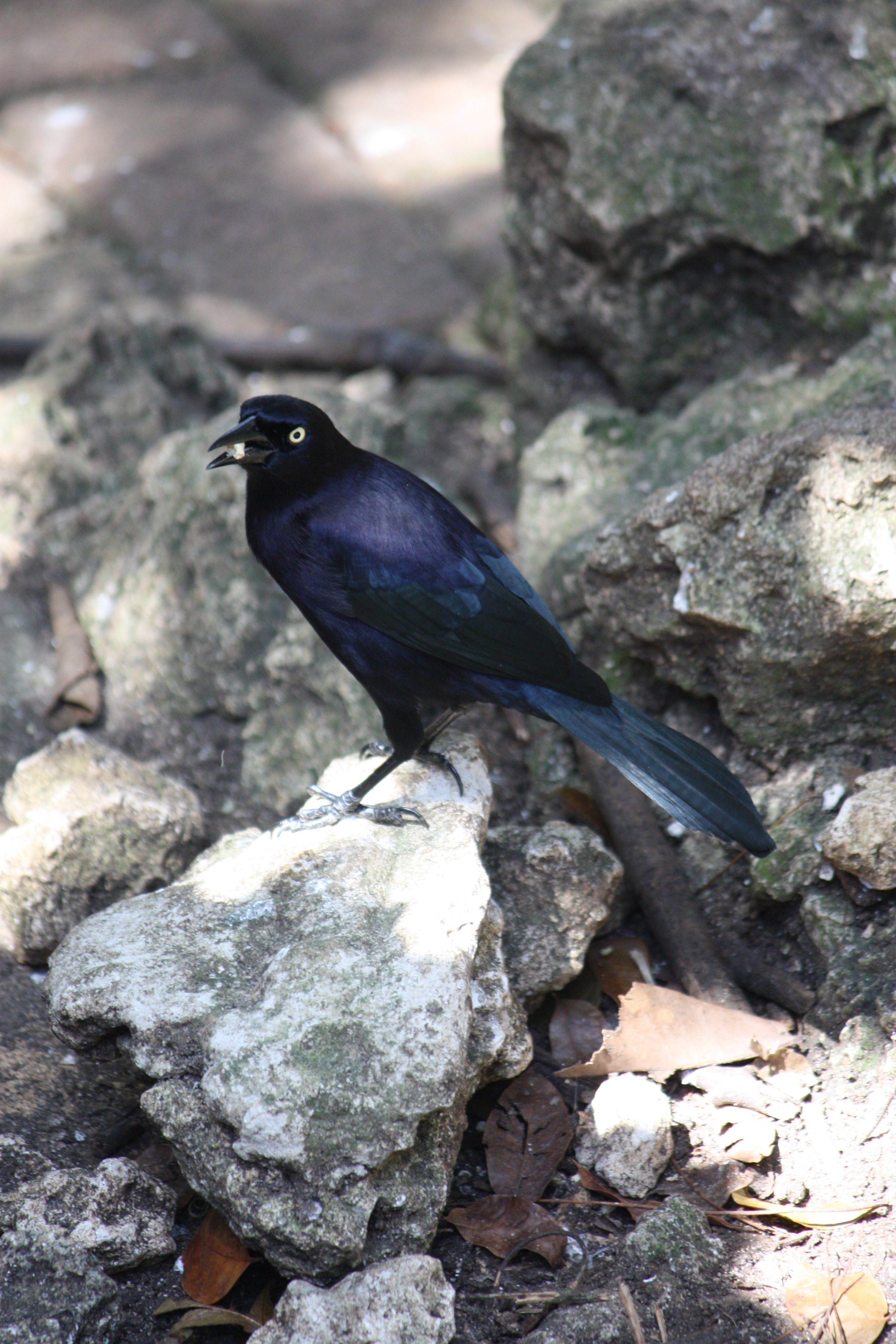
Macho de zanate caribeño en Barbados.